# ケニング (単位)
ケニング (kenning) とは、ヤード・ポンド法における体積（容積）の単位である。乾量単位の一つであるが、ペック・ブッシェルに比べ、現在ではあまり用いられない。
4ガロンで1ケニングと定義され、2ペック = 1ケニング = 0.5ブッシェルとなる。他の体積の単位と同様、イギリスとアメリカで値が異なる。
- 1 ケニング（英） = 18.18436 リットル
- 1 ケニング（米） = 17.61954 リットル